# 三菱MCA系統
三菱MCA系統（英語：Mitsubishi Clean Air System）乃是日本三菱汽車自昭和48年（1973年）以降，為了因應當地的汽車廢氣排放標準所發展的引擎廢氣淨化技術，一般大多簡稱為「MCA」。

## 概要

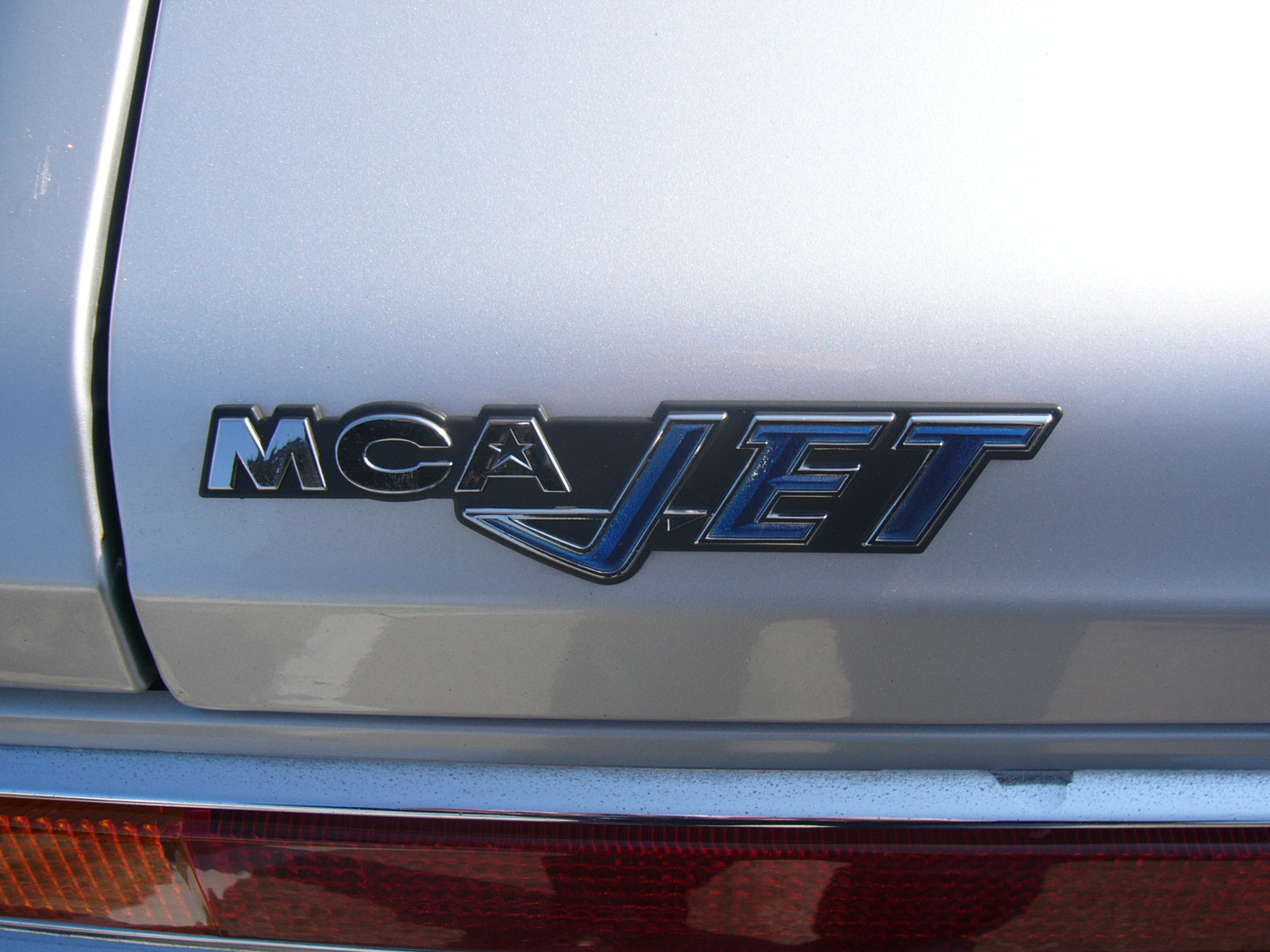
配置MCA-JET系統的車輛貼有MCA-JET之銘牌

MCA是「Mitsubishi Clean Air」之縮寫，最著名的莫過於1970年代晚期出現裝有輔助進氣閥門的「MCA-JET」系統，此前三菱汽車曾發展過數種淨化汽車廢氣的方式。和其他同業一樣，配置這種廢氣清淨技術的車輛貼有「MCA」、「MCA51」、「MCA-JET」等銘牌或貼紙以資分辨。當時大多數三菱製造的引擎皆援引此項技術，惟DOHC構造的4G32型、直列六缸6G34型、OHV構造的4G4型等引擎則自始至終都沒有MCA。

## MCA-I
1971年左右為了因應昭和48年汽車廢氣排放標準（（日語）昭和48年排出ガス規制）而設計，只有配置了活性碳罐、屏蔽式曲軸箱通氣管、附有真空提前點火裝置的分電器等比較初階的廢氣淨化裝置。一開始並沒有什麼特殊的名稱，但是後來隨著MCA-II的發展，1973年左右開始將這種設計稱為「MCA-I」。
輕型車中所使用的MCA以三菱Minica Skipper最具代表性，重點在於因應昭和48年汽車廢氣排放標準，自兩衝程循環的2G10型過渡到四衝程循環的2G2族引擎，並且進行了許多改良措施，包括雙腔分動式化油器、半球型橫流燃燒室、V型提升閥、中心配置火星塞、溫水預熱式進氣歧管、加熱進氣口等。

## MCA-II
由於昭和51年汽車廢氣排放標準以昭和48年版為基礎，大幅度強化排放標準的內容，為了對應日益嚴苛的法規而於1974年前後出現。原則上以MCA-I的基礎添加更嚴謹的廢氣淨化裝置。有時候經銷商在宣傳的時候，也會將MCA-II叫做「MCA-51」（昭和51年汽車廢氣排放標準之故）。同時期原廠還開發出一種名為「靜默軸（（日語）サイレントシャフト）」的引擎技術，這是一種將英國工程師弗雷德里克·蘭徹斯特的理論實用化的平衡軸。因此在1970年代至1980年代之間，MCA-II和靜默軸成為三菱製引擎的代名詞。

### MCA-IIB
MCA-IIB採取熱反應器的方式，在MCA-I的基礎上追加氣壓幫浦式熱反應器、EGR排氣再循環裝置等，以達到二次空氣噴射之效果，符合昭和50年汽車廢氣排放標準。化油器亦新增自動阻氣閥、燃調控制螺線管，主要用於縮短暖機控制時間。EGR利用可以檢測進氣歧管的進氣壓力、水溫的自動調溫器，進行二次循環量的控制。分電器除了點火提前角調節裝置之外，並新增點火推遲角，控制點火提前角是為了再度燃燒的最佳時機。考慮到引擎的缸內溫度，設置了包含排氣溫度警告燈在內的多個警告燈號，而且設計了可以從引擎蓋排出熱氣的自動排風機。翌年為了配合昭和51年汽車廢氣排放標準又進行小改良，亦稱為MCA-51。

### MCA-IIC
1976年為了對應輕型車規制的改變，暫時針對第三代三菱Minica及第三代三菱Minicab搭載的2G22型引擎所開發。雖然共通點仍是以MCA-I為底，可是和MCA-IIB的差異在於將氣壓幫浦式熱反應器，替換成酸化觸媒及舌簧閥式二次空氣噴射裝置。為了符合昭和51年汽車廢氣排放標準，有時候也被稱作MCA-51。1977年三菱Minica使用的2G23型引擎繼續使用此種形式，可是從1978年起G23B型引擎改用MCA-JET技術，以便通過昭和53年汽車廢氣排放標準，生產數量並不多。輕型商用車的規定相對來說比較寬鬆，所以OEM供應給馬自達Porter Cab的2G23型引擎持續使用至1983年為止。

### MCA-IID
以MCA-IIB技術為底，針對LPG車輛進行調整的技術，符合昭和51年汽車廢氣排放標準，這是為了三菱Galant計程車版而開發的。

## MCA-JET

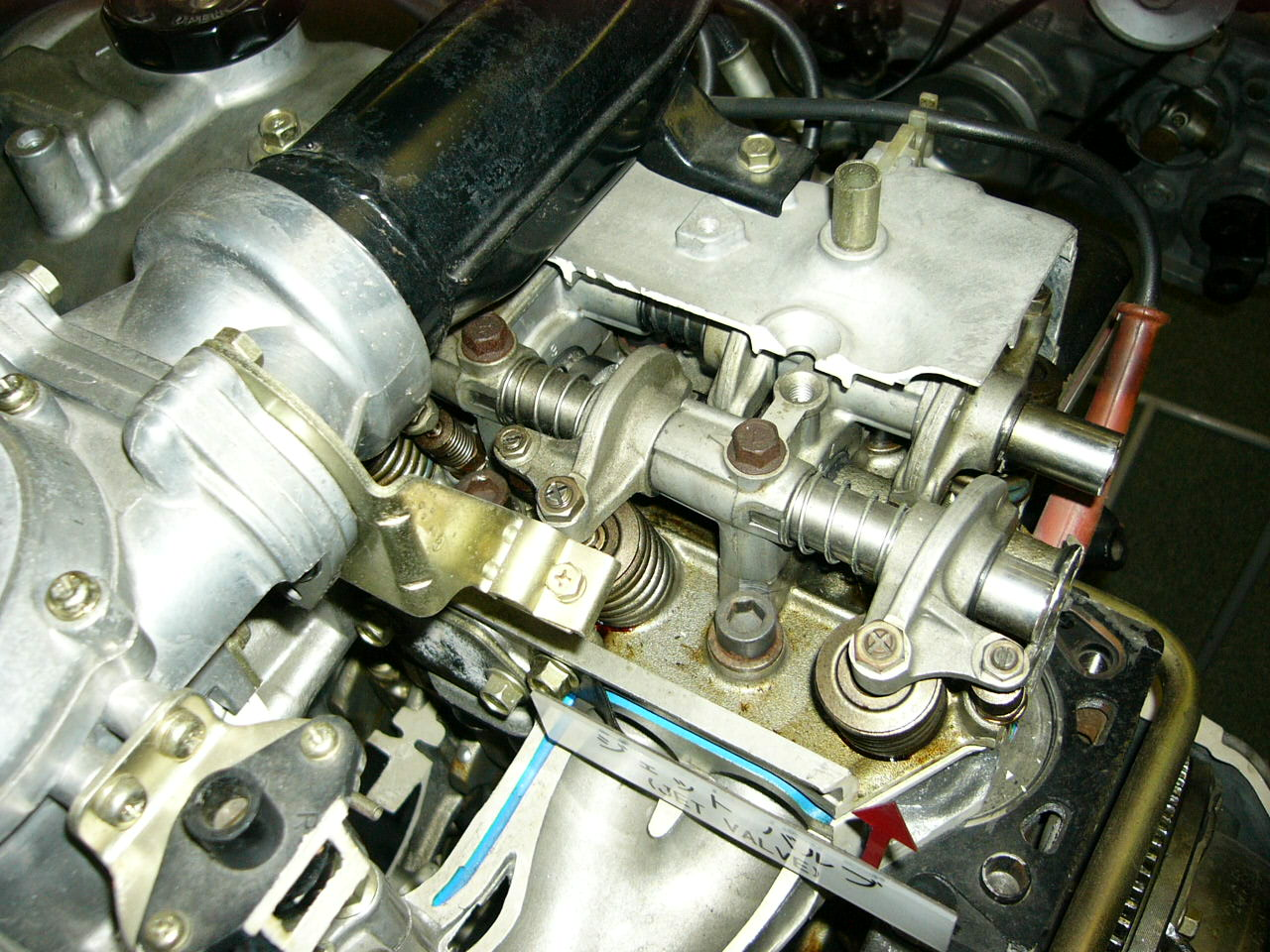
裝有噴射閥門的汽缸蓋

1977年出現的稀薄燃燒方式，大幅度變更MCA-IIB的系統，將三元觸媒轉化器與EGR排氣再循環裝置作為主體，同時使用舌簧閥式二次空氣噴射裝置作為催化劑的輔助。最大的特點在於除進、排氣閥門之外，另加裝一個叫做「噴射閥門」（（日語）ジェットバルブ）的提升閥設計成半球狀的燃燒室，將空氣及混合油氣高速注入氣缸以產生渦流。如此一來，即便在接近25：1的稀薄混合氣化比例及大量EGR加載的情況下也能穩定地燃燒。因此大幅減少氮氧化物的排出以符合昭和53年汽車廢氣排放標準，同時也成功降低油耗。後來也開發出電子控制式化油器及燃料噴射裝置，稱作「ELECTRO JET」（（日語）エレクトロジェット），甚至還搭配渦輪增壓器（如三菱Starion的G54BT/G63BT型）或者機械增壓器（如三菱Minicab的3G81型）。
噴射閥門（（日語）ジェットバルブ）是在一根如原子筆般大小的金屬筒內，裝設提升閥、閥桿彈簧、密封圈、承盤、楔等一般進排氣閥門同樣的零件，組合完成後和火星塞一起安裝在汽缸蓋上。燃燒室設計了類似渦流室式柴油引擎的噴出孔，在形成強力渦流的同時，防止噴射閥門的傘部暴露於燃燒火焰之中。此裝置的傳動方向乃是由進氣閥門的搖臂軸分成兩個分支來進行，由於受限於空間大小，自始至終挺桿皆使用搖臂調整螺栓的方式。噴射閥門出現閥片滑動時可以單獨整修，但原則上需要更換整座部件。
同時期的日產Z族引擎（採用日產NAPS系統之技術）和MCA-JET同樣為了克服「大量EGR之下的穩定燃燒」之問題，位於進排氣埠的汽缸配置螺旋形狀的渦流埠、一個汽缸配置兩支火星塞。MCA-JET則是普通形狀的進排氣埠搭配單支火星塞，只需安裝噴射閥門便能產生強力渦流。於是1977年此一設計首度搭載於三菱4G1族引擎上，符合昭和53年汽車廢氣排放標準後，逐漸擴大使用在輕型車的2G2族、普通車的4G3族、4G63型、4G5族等引擎上。三菱向當時具有業務合作關係的克萊斯勒（包含麾下之道奇、普利茅斯汽車）輸出引擎，在北美洲市場擴大銷售範圍。另外三菱也有提供附有MCA-JET及靜默軸的引擎給現代汽車，所以在韓國市場也見得到其蹤跡。
不過，後來三菱製造的引擎主力從半球型燃燒室的SOHC機構，改成屋脊型燃燒室的DOHC機構。SOHC機構也從三菱天狼星DASH3×2過渡到使用三菱縱渦層狀進氣稀薄燃燒技術的多汽門汽缸蓋。1986年問世的三菱6G7族引擎及翌年出現的三菱3G8族引擎雖然仍沿用MCA-JET技術，但自此之後便停用了。

## 外部連結
- （日語）日本の自動車技術330選：三菱MCA-JET(G11B) （页面存档备份，存于）
- （日語）Motor-Fan TECH：三菱MCA-JETシステム（1977）：「もうひとつのポート」で希薄燃焼 （页面存档备份，存于）
- （英文）JSTOR: Development of a New Combustion System (MCA-JET) in Gasoline Engine （页面存档备份，存于）